# Ovidio Capitani
Ovidio Capitani (* 1. Januar 1930 in Kairo; † 17. März 2012 in Bologna) war ein italienischer Historiker für mittelalterliche Geschichte. 

Ovidio Capitani verbrachte seine Kindheit in Kairo. Er wurde 1954 bei Raffaello Morghen in Rom über die Eucharistielehre des Berengar von Tours promoviert. Capitani war Redakteur bei der Herausgabe des angesehenen Dizionario Biografico degli Italiani am Istituto dell’Enciclopedia Italiana. In Rom erfolgte 1959 seine Habilitation. Capitani lehrte von 1959 bis 1968 als Professor an der Universität Lecce. Anschließend lehrte er 35 Jahre als Nachfolger von Eugenio Dupré Theseider als Professor für mittelalterliche Geschichte bis zu seiner Emeritierung 2003 an der Universität Bologna. Er war von 1988 bis 1997 Präsident des Centro italiano di studi sull’alto medioevo in Spoleto und Präsident der Accademia delle Scienze in Bologna. 1990 wurde er korrespondierendes und 2001 ordentliches Mitglied (socio nazionale) der Accademia Nazionale dei Lincei in Rom. 2003 wurde ihm eine zweibändige Festschrift gewidmet. Seit 2006 war er korrespondierendes Mitglied der Bayerischen Akademie der Wissenschaften. Capitani war auch korrespondierendes Mitglied der Monumenta Germaniae Historica.
Forschungsschwerpunkte Capitanis waren das Europäische Hochmittelalter und hier vor allem das kanonische Recht und der Wandel des Kirchen- und Weltverständnisses vom 11. bis zum 13. Jahrhundert, die frühe Geschichte der italienischen Stadt, die Ausbildung der Universitäten, Wendepunkte der Papstgeschichte und methodische Fragen der Geschichtswissenschaft. Seine Hauptwerke waren eine 1986 erstmals erschienene und seitdem mehrfach aufgelegte Darstellung über die mittelalterliche Geschichte Italiens (Storia dell’Italia medievale. 410–1216) und das Buch Medievistica e medievisti nel secondo Novecento (2003). Darüber hinaus gab er die Studi medievali heraus. Capitani veröffentlichte zahlreiche Studien über Papst Gregor VII. In einem grundlegenden Aufsatz kritisierte er die noch heute verbreitete Auffassung eines Gregorianischen Zeitalters.

## Schriften (Auswahl)
- La lettera di Goffredo II Martello conte d’Angiò a Ildebrando (1059), in: Studi Gregoriani 5 (1956), S. 19–31.
- La “venditio ad terminum” nella valutazione morale di S. Tommaso d’Aquino e di Remigio de’ Girolami, in: Bollettino dell’Istituto Storico Italiano per il Medio Evo 70 (1958), S. 299–363.
- Studi su Berengario di Tours. Lecce 1966.
- Medioevo passato prossimo. Appunti storiografici. Tra due guerre e molte crisi, Bologna 1979.
- Una economia politica nel Medioevo, Bologna 1987.
- Storia dell’Italia medievale, 410–1216, 5. Auflage, Rom 1999.
- Medievistica e medievisti nel secondo Novecento. Ricordi, rassegne, interpretazioni, Spoleto 2003, ISBN 88-7988-240-6.
- Gregorio VII: il papa epitome della Chiesa di Roma, herausgegeben von Berardo Pio, Spoleto 2015, ISBN 978-88-6809-040-1.